# Апостольский нунций в США
Апостольский нунций в Соединённых Штатах Америки — дипломатический представитель Святого Престола в США. Данный дипломатический пост занимает церковно-дипломатический представитель Ватикана в ранге посла. Апостольская нунциатура в США была учреждена на постоянной основе в 1984 году. Её штаб-квартира находится в Вашингтоне.
В настоящее время Апостольским нунцием в США является кардинал Кристоф Пьер, назначенный Папой Франциском 16 апреля 2016 года.

## История
Апостольская нунциатура была учреждена в качестве апостольской делегатуры в Соединённых Штатах Америки 24 января 1893 года в городе Вашингтон в округе Колумбия во главе с апостольским делегатом. Это было результатом усилий со стороны Святого Престола установить отношения между Папой (Лев XIII) и Президентом Соединённых Штатов Америки (Бенджамин Гаррисон). Формальные отношения, однако не были установлены до 10 января 1984 года, когда делегатура была возведена в ранг апостольской нунциатуры. Создание посольство в городе Вашингтон был результат увеличивавшейся дружбы Папы римского Иоанна Павла II и президента Рональда Рейгана.

## Апостольские делегаты в США
Святой Престол не имел официальных связей с Соединёнными Штатами Америки и его миссия во главе с апостольским делегатом была без ранга посла. Апостольские делегаты, в отличие от апостольских нунциев, осуществляют только церковные функции надзора за католической иерархией страны, в которую они были отправлены, в то время, как апостольские нунции имеют дополнительную обязанность также выступать в качестве послов Святого Престола перед правительством страны, в которой они служат. Были случаи, когда два официальных делегата служили в одно и то же время.
- Франческо Сатолли — (14 января 1893 — 1896);
- Себастьяно Мартинелли, OSA — (18 апреля 1896 — 1902);
- Диомеде Фальконио, OFM — (30 сентября 1902 — 1911);
- Джованни Бонцано — (2 февраля 1912 — 11 декабря 1922);
- Пьетро Фумасони Бьонди — (14 декабря 1922 — 16 марта 1933);
- Амлето Джованни Чиконьяни — (17 марта 1933 — 14 ноября 1959);
- Эджидио Ваньоцци — (16 декабря 1958 — 13 января 1968);
- Луиджи Раймонди — (30 июня 1967 — 21 марта 1973);
- Жан Жадо — (23 мая 1973 — 27 июня 1980);
- Пио Лаги — (10 декабря 1980 — 9 января 1984).

## Апостольские про-нунции в США
Первый Апостольский про-нунций в США, архиепископ (впоследствии кардинал) Пио Лаги, вручил свои верительные грамоты в качестве посла Святого Престола в Соединённых Штатах Америки в 1984 году после того, как Святой Престол и Соединённые Штаты Америки установили дипломатические отношения. Его титулом был про-нунций, потому что в то время, Ватикан дал титул нунция только тем своим послам, которые пользовались званием дуайена дипломатического корпуса в стране пребывания.
- Пио Лаги — (26 марта 1984 — 6 апреля 1990);
- Агостино Каччавиллан — (13 июня 1990 — 5 ноября 1998).

## Апостольские нунции в США
В 1990 и 1991 годах Ватикан спокойно начал использовать титул нунция, а не про-нунция для своих послов, которые не были дуайенами посольского корпуса страны пребывания, но сохранил титул про-нунция для всех тех, кто уже был назначен на тот момент. В 1998 году, когда президент Билл Клинтон принял верительные грамоты архиепископа Габриэль Монтальво Игера в качестве третьего посла Ватикана в Соединённых Штатах Америки, Монтальво Игера уже носил титул папского нунция. С 1993 года официальный ватиканский ежегодник Annuario Pontificio, пометил звездочками за титулом тех нунциев «che (per ora) non sono Decani del Corpo Diplomatico» — которые (пока) не являются деканами дипломатического корпуса.
- Габриэль Монтальво Игера — (7 декабря 1998 — 17 декабря 2005);
- Пьетро Самби — (17 декабря 2005 — 27 июля 2011);
- Карло Мария Вигано — (19 октября 2011 — 12 апреля 2016);
- Кристоф Пьер — (12 апреля 2016 — по настоящее время).